# Сан-Томе (гора)
Сан-Томе́ (Піку-де-Сан-Томе; порт. Pico de São Tomé) — пік, найвища гора острова  Сан-Томе і взагалі держави Сан-Томе і Принсіпі. Висота її становить 2024 м.
Гора розташована на центральному заході острова і являє собою згаслий вулкан, порослий лісом. На вершину можливо здійснити лише піше сходження. Гора розташована в межах національного парку Обо.
Сан-Томе являє собою масивний недіючий щитовий вулкан, який піднімається з дна Атлантичного океану на висоту 3000 м. Сам вулкан є частиною Камерунської лінії, рифтової зони, що простяглась від вулкана Камерун на материку. Більшість лави вийшла на поверхню протягом останніх мільйонів років і, застигши, перетворилась на базальт. Молодші осадові породи, які досить родючі через своє вулканічне походження, мають вік близько 100 тисяч років.

## Галерея

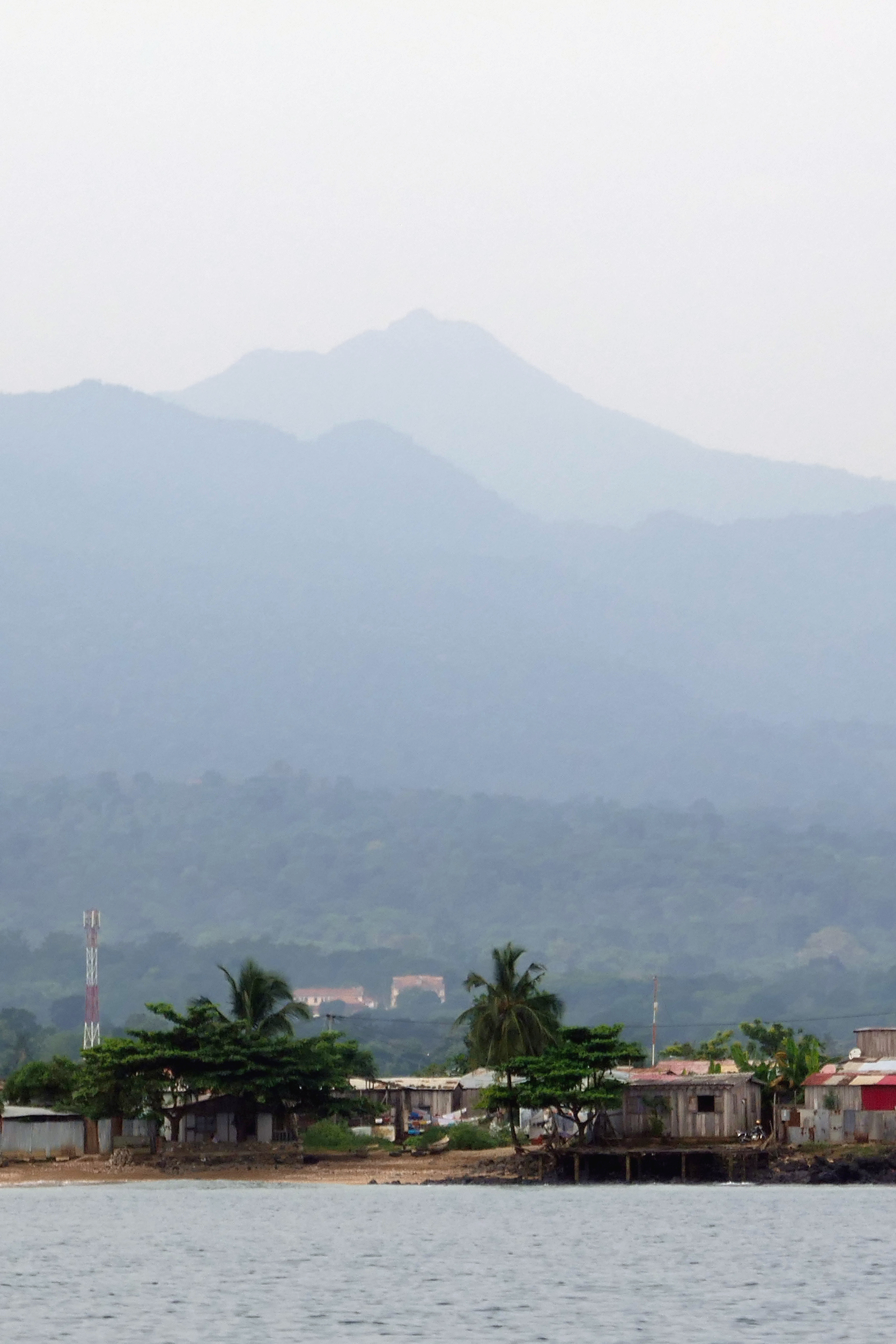